# بل ایکس‌وی-۱۵
بل ایکس‌وی-۱۵ (به انگلیسی: Bell XV-15) یک بالگرد ساختِ کارخانهٔ بل هلیکوپتر در کشور ایالات متحده آمریکا و کانادا است. نخستین استفاده‌کنندهٔ این بالگرد ناسا بوده‌است. این بالگرد برای نخستین بار در ۳ مه ۱۹۷۷ میلادی مورد استفاده قرار گرفت.